# Brian Baumgartner
Brian Baumgartner (Atlanta, 1972. november 29. –) amerikai színész.
Leginkább Kevin Malone szerepében ismert az Office (2005–2013) című televíziós sorozatból.

## Filmográfia

### Film
| Év   | Magyar cím                       | Eredeti cím              | Szerep            | Magyar hang  |
| ---- | -------------------------------- | ------------------------ | ----------------- | ------------ |
| 2001 | Eladó a vőlegény                 | Herman U.S.A.            | Roger             |              |
| 2006 |                                  | Moosecock (rövidfilm)    | Paul Wood         |              |
| 2007 | Nászfrász                        | License to Wed           | Jim               | Albert Péter |
| 2008 | Négy karácsony                   | Four Christmases         | Eric              | Pálfai Péter |
| 2009 |                                  | Into Temptation          | Ralph O'Brien pap |              |
| 2010 |                                  | Dirty Girl               | házfelügyelő      |              |
| 2012 | A Jupiter-küldetés               | Astronaut: The Last Push | Bob Jansen        |              |
| 2016 |                                  | Ordinary World           | Rupert            |              |
| 2016 | Szellemirtók (bővített változat) | Ghostbusters             | Frank (cameo)     |              |
| 2021 | Szörnyviadal                     | Rumble                   | Klonk (hangja)    |              |

### Televízió
| Év        | Magyar cím Eredeti cím                             | Szerep         | Megjegyzés                              |
| --------- | -------------------------------------------------- | -------------- | --------------------------------------- |
| 2013      | Mike és Molly Mike & Molly                         | James          | Molly Unleashed című epizód             |
| 2013      | Vérmes négyes Hot in Cleveland                     | Claude         | It's Alive című epizód                  |
| 2012      | Wilfred                                            | beteggondozó   | Progress című epizód                    |
| 2011      | Kalandra fel! Adventure Time                       | Georgy         | Gonosz tréfa című epizód                |
| 2008      | – Celebrity Family Feud                            | önmaga         |                                         |
| 2005-2013 | Office The Office                                  | Kevin Malone   | 187 epizód magyar hangja Szinovál Gyula |
| 2005      | Jake in Progress                                   | Michael        | Jake or the Fat Man című epizód         |
| 2005      | Everwood                                           | vállalkozó     | Oh, the Places You'll Go című epizód    |
| 2005      | Az ítélet: család Arrested Development             | Gun Shop Owner | Burning Love című epizód                |
| 2004      | LAX                                                | Wes            | Credible Threat című epizód             |
| 2003      | CSI: A helyszínelők CSI: Crime Scene Investigation | Dog Man        | Szőrme és gyűlölet című epizód          |
| 2003      | The Lyon's Den                                     | Al Girssom     | The Fifth című epizód                   |

## Díjak és jelölések
- Elnyert — Daytime Emmy-díj, Outstanding Broadband Program - Comedy (The Office: Accountants, 2007)